# Người Shan
Người Shan (tiếng Shan: ; /tɑ́ɪ/, tiếng Miến Điện: ရှမ်းလူမျိုး; /ʃán lùmjóʊ/; tiếng Trung: 掸族; bính âm: Shànzú; Hán - Việt: Đàn tộc), còn gọi là người Đàn, là một sắc tộc thuộc nhóm sắc tộc Thái sử dụng ngữ hệ Tai-Kadai, sống chủ yếu ở bang Shan cùng một số nơi khác của Myanmar (các bang như Kachin, Kayin) và các khu vực cận kề tại Trung Quốc, Thái Lan. Mặc dù hiện tại không có số liệu chính thức, nhưng theo ước tính, dân số người Shan vào khoảng 6 triệu người. Những thành phố có đông người Shan sinh sống là Taunggyi, thủ phủ bang Shan, với khoảng 15 vạn người và Thibaw (Hsipaw), Lashio, Kengtong, Tachileik. Tổ tiên họ dĩ nhiên tương đồng với chính người Thái ở Thái Lan và nhiều sắc tộc Thái khác.

## Lịch sử
Các sắc tộc người Thái - Shan có lẽ đã từ Vân Nam di cư xuống thẳng vùng đất nay là thuộc Myanmar. Người Shan là hậu duệ của nhánh người Thái cổ xưa nhất, đó là người Tai Long hay Thai Yai (ไทยใหญ่ - người Thái Lớn). Người Shan đã bắt đầu định cư trên Cao nguyên Shan và một số nơi khác ở Myanmar và Thái Lan từ khoảng thế kỷ 10 sau Công nguyên.
Nhà nước của người Shan gọi là Mong Mao tại nơi nay là biên giới Myanmar - Trung Quốc đã xuất hiện từ đầu thế kỷ 10 và làm một chư hầu của Triều Pagan. Trong lịch sử Myanmar, các bộ tộc Shan đã cung cấp nhiều nhân lực phục vụ triều đình. Nhiều người Shan qua đó đã bị Miến hóa. Khi Triều Pagan sụp đổ, người Shan đã nắm lấy thời cơ và nổi lên. Nhiều nhà nước người Shan hoặc nhà nước do người Shan Miến hóa thống trị đã xuất hiện. Trước tiên là các nhà nước Myinsaing, Pinya và Sagaing ở miền Trung Myanmar. Đây là những nhà nước mà tầng lớp cai trị là người Shan đã bị Miến hóa. Từ ba nhà nước này, Triều Ava được thành lập. Một người Shan dòng dõi hoàng gia Ava nhưng trốn trong cộng đồng người Môn được người Môn dựng làm vua đầu tiên của vương quốc Hanthawaddy. Triều Ava bị suy yếu và diệt vong chính là do sự tấn công của một liên minh nhà nước Shan ở Bắc Myanmar do Mong Yang và Mogaung làm thủ lĩnh và của Hanthawaddy.
Từ giữa thế kỷ 16, các nhà nước Shan ở Trung Quốc và Myanmar đã bị các triều đình cai trị Trung Quốc và Myanmar khuất phục. Tuy nhiên, các thủ lĩnh người Shan vẫn được phép có một số quyền lực nhất định. Chế độ saopha được duy trì suốt, ngay cả dưới thời Anh cai trị Myanmar. Song nó đã bị tướng Ne Win bãi bỏ. Đây là một trong những nguyên nhân kích thích người Shan ở Myanmar đòi ly khai.